# Revista del Museo de La Plata

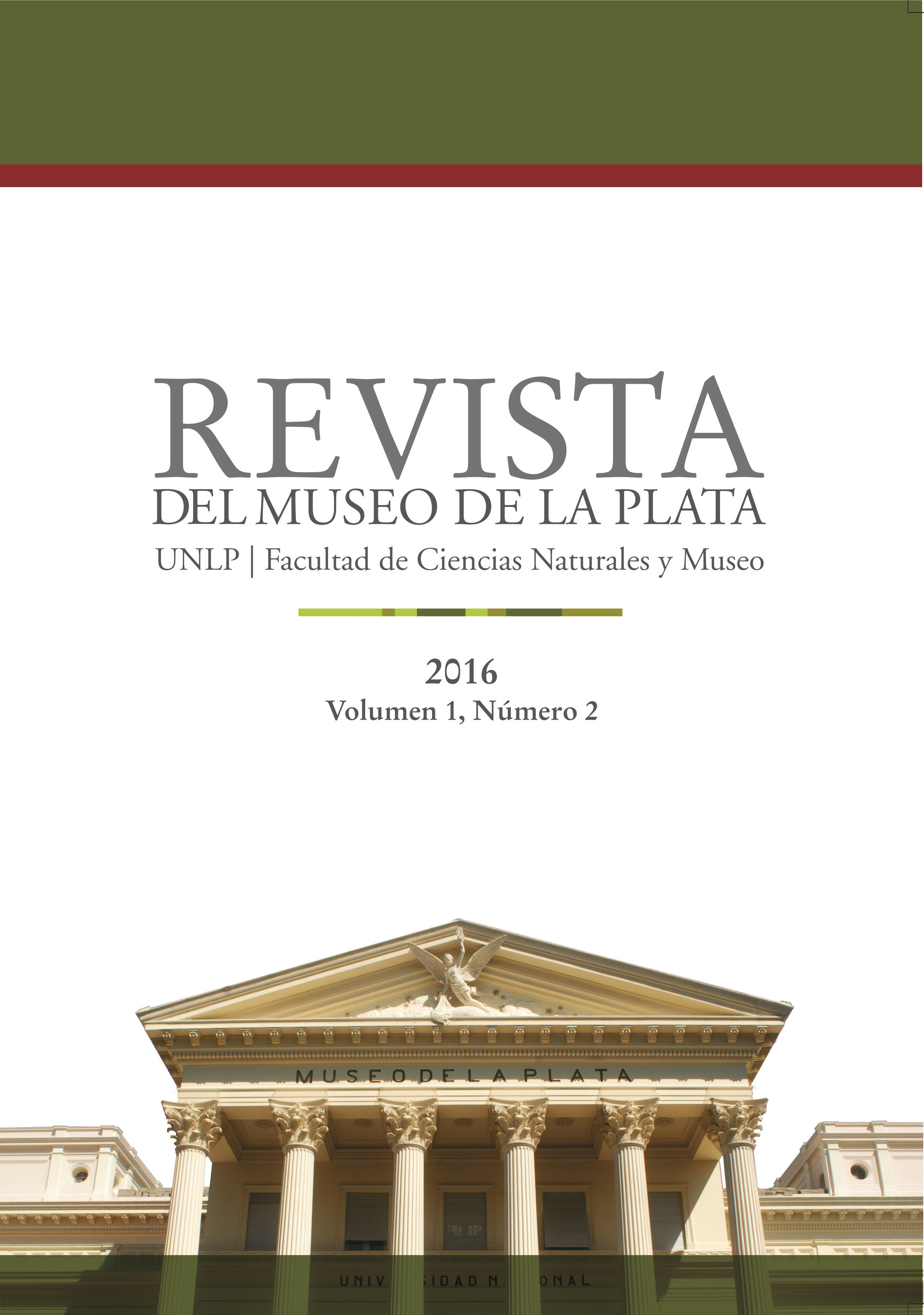
Portada de la versión impresa de la Revista del Museo de La Plata en 2016.

La Revista del Museo de La Plata (abreviado Revista Mus. La Plata) es una de las publicaciones editada por el Museo de La Plata desde 1890 hasta la actualidad, con artículos de Antropología, Botánica, Ecología, Geología, Paleontología y Zoología.

## Historia
La Revista del Museo comenzó a publicarse en 1890, de forma casi paralela con otra publicación: los Anales. Francisco Pascasio Moreno consideraba que el Museo debía tener sus propias publicaciones, constituyéndose como un medio para la difusión de las investigaciones que se realizaban en la institución y sirviendo además como elemento de canje con otros museos, bibliotecas e instituciones del mundo, con el fin de acrecentar el catálogo de la Biblioteca del Museo (actualmente, Biblioteca Florentino Ameghino). De esta forma, a fines de la década de 1880 se instaló la imprenta del Museo y fue allí donde se editaron los primeros números de la Revista y los Anales. Posteriormente y debido a problemas presupuestarios, las obras del Museo pasaron a ser impresas en imprentas privadas o en imprentas del gobierno de la Provincia de Buenos Aires. Con el paso del Museo a la esfera de la Universidad Nacional de La Plata, en 1907 se produjo un primer relanzamiento de la Revista, bajo la dirección de Félix Outes.
Desde que comenzó a publicarse hasta 1934 se editó lo que luego se llamó Serie Antigua y a partir de 1936 se editó como Nueva Serie. Debido a su mayor periodicidad, la Revista paulatinamente fue reemplazando a los Anales. Con el inicio de la Nueva Serie y hasta los cinco lustros del siglo XX, las normas de organización de la Revista cambian, pasándose de un volumen anual a números separados por sección, que en conjunto constituían un volumen cuando se alcancen las 400 páginas. Como ya se mencionó, la Revista replicaba la estructura organizacional del Museo, que para 1988 se constituía en Departamentos conformados por Divisiones, conformándose por secciones. Además, incluye una sección denominada Técnica y Didáctica. Cada sección tenía su propia numeración, conduciendo a un proceso de dispersión de las secciones (cada una con un ISSN propio) que finalizó en 2016 con la unificación y relanzamiento de la Revista.
En el 2002 y a causa de la crisis económica que atravesaba la Argentina, el costo de los insumos y las demoras derivadas en la publicación de nuevos números, la Revista del Museo comenzó a editarse de forma electrónica, con una tirada mínima en papel. 
Hasta 2016, la Revista contaba con 1257 contribuciones, siendo las secciones Zoología (33%), Botánica (18%) y Antropología (17%) las que contaban con una mayor cantidad de artículos.

## La Revista en la actualidad
Desde su último relanzamiento en 2016, la Revista se ha orientado a su actualización y jerarquización, consolidando una estructura editorial que esté acorde a los estándares internacionales. Así, se enmarca dentro de las publicaciones de Acceso Abierto, sin costo para autores ni lectores. Cuenta con un volumen anual dividido en dos números semestrales y sigue un procedimiento de evaluación por pares. Entre las contribuciones publicadas pueden encontrarse artículos, notas, revisiones, réplicas, trabajos técnicos y didácticos, necrológicas, comentarios bibliográficos, resúmenes de eventos científicos, dossiers y números especiales. También ha sido una preocupación la indexación, actualmente la Revista se encuentra indexada en:
- AmeliCA: Conocimiento Abierto
- Dialnet
- DOAJ: Directory of Open Access Journals
- European Reference Index for the Humanities and the Social Sciences (ERIH PLUS)
- Catálogo Latindex 2.0
- Matriz de Información para el Análisis de Revistas
- Periódica
- Rebiun: Catálogo Colectivo de la Red de Bibliotecas Universitarias de España
- Red Iberoamericana de Innovación y Conocimiento Científico (Redib)

## La sección Antropología en la Nueva Serie
La sección Antropología de Nueva Serie de la Revista del Museo (1936-2015) cuenta con 89 artículos. Cabe indicar que en la Serie Antigua la sección ya estaba presente, y que luego de 2016 fueron publicados nuevos escritos, incluyendo artículos y resúmenes, entre otros.
Los artículos de esta publicados por más de 60 autores, perteneciendo su mayoría al Museo de La Plata o la Facultad de Ciencias Naturales y Museo. Hasta mediados de la década del 70, las autorías correspondían principalmente a los Jefes de División y/o Profesores de la Licenciatura en Antropología. Durante las décadas de los 80 y 90, en cambio, ya no eran los Jefes sino investigadores formados o en formación pertenecientes a las Divisiones, Laboratorios y Cátedras.
Debido a las características de publicación por secciones, la periodicidad, pero también procesos sociopolíticos a escala nacional, el número de publicaciones es fluctuante e irregular a lo largo del tiempo. Si consideramos las décadas comprendidas, la que tuvo un mayor número de publicaciones es la del 60, con 17 escritos. En cambio, si consideramos las publicaciones por años, podemos observar que en 1984 salieron 10 artículos en la sección. Esto cobra relevancia teniendo en cuenta que en diciembre de 1983 retorna la democracia a la Argentina, y que entre 1973 y 1980 la sección con contó con ninguna contribución. Asimismo, el pico de publicaciones dado durante la década del 60 coincide, a nivel institucional, con la creación de la División Etnografía (si bien sus colecciones estaban unificadas con el Departamento de Antropología desde 1921), que estuvo a cargo de Armando Vivante, profesor y decano de la Facultad y director del Museo durante esa década; de hecho, buena parte de las contribuciones en ese período fueron firmadas por Vivante y sus discípulos Néstor Palma y Omar Gancedo, así como por José Cruz y Mario Margulis.